# Un uomo ordinario
Un uomo ordinario (An Ordinary Man) è un film del 2017 diretto da Brad Silberling.
Il personaggio del generale è basato su Ratko Mladić, che è stato condannato all'ergastolo per crimini di guerra commessi in Bosnia.

## Trama
Un criminale di guerra, chiamato da tutti con il nome di "generale", si nasconde in un paese dei Balcani. È ricercato a livello internazionale per pulizia etnica e crimini di guerra, ma il suo paese finge di non sapere dove si trovi, nonostante le pressioni internazionali per denunciarlo. Un seguito di lealisti veglia su di lui e garantisce la sua sicurezza mentre vive in una città dove il suo viso è noto. Inizia a stringere una relazione ambigua con la sua cameriera appena assunta, Tanja che diventa il suo unico legame con il mondo esterno e che si scopre essere un agente assunto per proteggerlo.
Con riluttanza la donna lo conduce al villaggio natio, dove vive ancora la moglie ed è sepolta la figlia, suicidatasi a causa del peso delle azioni del suo genitore. Durante il  tragitto, foriero di tristi presagi, egli riesamina i suoi crimini di pulizia etnica. Il suo autista, che li stava aspettando al cimitero, uccide sul colpo Tanja e riporta il generale nel suo appartamento in città. 
In una sovrapposizioni di eventi e flashback, le scene finali rappresentano la testata di un giornale che racconta, con un giorno di anticipo, della sua cattura, facendo capire quindi che è stato tenuto nascosto solo per essere usato quando era più vantaggioso alla sua stessa parte politica, mentre il generale, in attesa dell'arresto, è seduto al tavolo della sua cucina, con una pistola e dei proiettili disposti davanti a lui. 